# Michele Baranowicz
Michele Baranowicz (Mondovì, 5 agosto 1989) è un pallavolista italiano, palleggiatore del Cuneo.

## Biografia
È figlio del pallavolista polacco Wojciech.

## Carriera

### Club
Michele Baranowicz inizia la propria carriera nel 2003 nella squadra della sua città natale, il Volley Ball Club Mondovì, in Serie D; l'anno successivo viene ingaggiato dal Piemonte Volley di Cuneo, giocando però la prima stagione nelle giovanili, mentre a partire dall'annata 2006-07 si alterna tra la squadra giovanile e quella in Serie A1: con la squadra piemontese resta in totale per tre stagioni, vincendo la Coppa Italia 2005-06.
Nella stagione 2008-09 passa alla Pallavolo Reima Crema, in Serie A2, dove gioca per due stagioni, mentre nella stagione 2010-11 si trasferisce all'estero, nel campionato polacco, vestendo la maglia dell'Asseco Resovia.
Nella stagione 2011-12 torna in Italia nuovamente a Cuneo, mentre nella stagione successiva viene ingaggiato dalla Pallavolo Modena; con la nazionale vince la medaglia di bronzo alla Grand Champions Cup 2013. Nella stagione 2013-14 è con l'Associazione Sportiva Volley Lube di Macerata, dal 2014 spostatasi a Treia, dove resta per due annate e con cui vince uno scudetto e la Supercoppa italiana 2014, mentre con l'Italia si aggiudica la medaglia di bronzo alla World League 2014.
Nella stagione 2015-16 è ingaggiato dal BluVolley Verona, dove resta per due annate vincendo la Challenge Cup. Nella stagione 2017-18 si accasa alla Pallavolo Piacenza, sempre in Serie A1.
Per il campionato 2018-19 difende i colori del club turco dell'Halkbank, nell'Efeler Ligi, con cui vince la Supercoppa turca; rientra tuttavia in Italia già nell'annata successiva, quando firma per la Callipo di Vibo Valentia. Poco dopo l'inizio del campionato 2020-21 fa ritorno a Piacenza, questa volta vestendo la maglia della You Energy, mentre nella stagione successiva è alla Top Volley Latina, sempre in Superlega.
Per la stagione 2023-24 viene annunciato all'Hebăr, in Superliga: pochi mesi dopo tuttavia rescinde il contratto con la squadra bulgara per riprendere l'annata con il Cisterna, in Superlega; nella stessa divisione milita anche nella stagione 2025-26 con il neopromosso Cuneo.

### Nazionale
Ha esordito con la nazionale italiana il 18 maggio 2011, durante una partita contro la Francia: con la squadra azzurra ha vinto il bronzo alla Grand Champions Cup 2013 e alla World League 2014.

## Palmarès

### Club
- Campionato italiano: 1

2013-14
- Coppa Italia: 1

2005-06
- Supercoppa italiana: 1

2014
- Supercoppa turca: 1

2018
- Challenge Cup: 1

2015-16